# (196) Filomela
(196) Filomela es un asteroide que forma parte del cinturón de asteroides y fue descubierto por Christian Heinrich Friedrich Peters desde el observatorio Litchfield de Clinton, Estados Unidos, el 14 de mayo de 1879.
Está nombrado por Filomela, un personaje de la mitología griega.

## Características orbitales
Filomela está situado a una distancia media de 3,112 ua del Sol, pudiendo acercarse hasta 3,051 ua. Su inclinación orbital es 7,26° y la excentricidad 0,01959. Emplea 2006 días en completar una órbita alrededor del Sol.